# Karle Warren
Karle Warren (Salinas, 8 febbraio 1992) è un'attrice statunitense.
È conosciuta per aver interpretato il ruolo di Lauren Cassidy, figlia del giudice Amy Gray, nella serie Giudice Amy.
Vive a Los Angeles con sua madre e suo fratello Justin.

## Filmografia
| Anno | Titolo                      | Ruolo              | Altre note                             |
| ---- | --------------------------- | ------------------ | -------------------------------------- |
| 1998 | DiResta                     | Anna Diresta       | 17 episodi: 1998–1999                  |
| 1999 | Giudice Amy                 | Lauren Cassidy     | dal 19 settembre 1999 al 3 maggio 2005 |
| 1999 | Frank Leaves for the Orient | Girl Scout         | Episodio: "Quit Your Job"              |
| 2000 | For the Love of May         | Sarah              |                                        |
| 2001 | CBS Cares                   | se stessa          | Episodio del 1º gennaio 2001           |
| 2001 | Hollywood Squares           | apparizione        | 25-27 dicembre 2001                    |
| 2002 | Lilo & Stitch               | voce supplementare | voce                                   |
| 2010 | Ricomincio da zero          | Alex Luboja        |                                        |